# Robert Sheehan
Robert Michael Sheehan (ur. 7 stycznia 1988 w Portlaoise) – irlandzki aktor, znany z roli Nathana Younga w serialu E4 Wyklęci i jako Klaus z serialu The Umbrella Academy.

## Życiorys
Urodził się i wychowywał w Portlaoise w hrabstwie Laois w Irlandii jako najmłodszy z trojga dzieci Marii i Joe Sheehanów. Jego ojciec był oficerem Garda Síochána. Po ukończeniu St Paul’s School Portlaoise, uczęszczał do Galway-Mayo Institute of Technology. Po raz pierwszy wystąpił na szkolnej scenie w roli Olivera w przedstawieniu Przygody Olivera Twista na podstawie powieści Karola Dickensa.
Zadebiutował przed kamerami w wieku piętnastu lat jako O’Reilly 58 w irlandzkim dramacie historycznym Szkoła dla łobuzów (Song for a Raggy Boy, 2003) u boku Aidana Quinna, Marca Warrena i Iaina Glena.
We wrześniu 2013 Sheehan został uhonorowany przez Towarzystwo Literackie i Historyczne University College Dublin. W październiku 2015 otrzymał medal Burke'a za wkład w dyskurs poprzez sztukę z Historical College Society w Kolegium Trójcy Świętej w Dublinie.

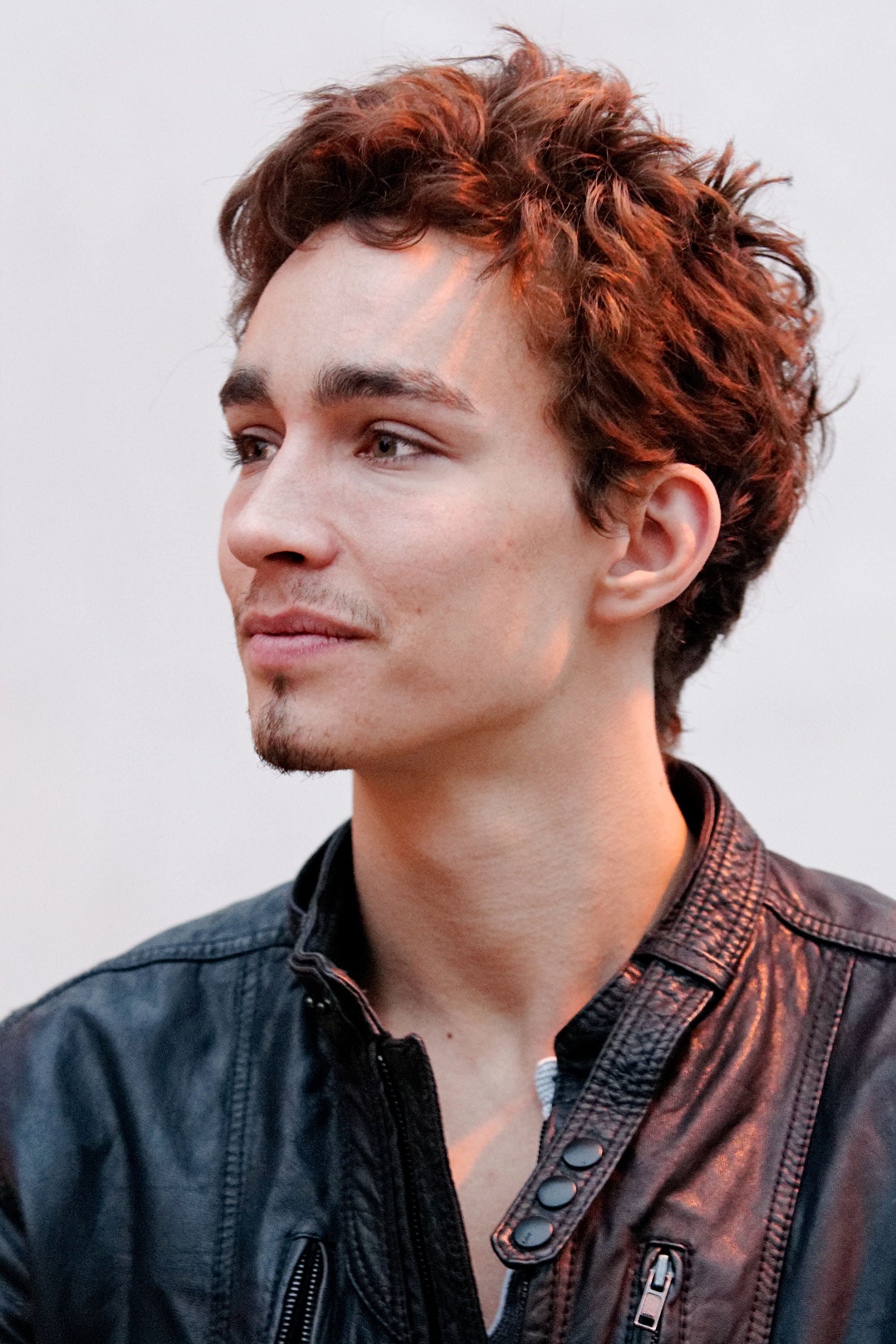
Robert Sheehan (2011)

## Filmografia
- An Cuainín (2003)
- Szkoła dla łobuzów (2003)
- A Dublin Story (2003)
- Ghostwood (2006)
- An Créatúr (2007)
- Summer of the Flying Saucer (2008)
- Lowland Fell (2008)
- Wybuchowy weekend (2009)
- Wyklęci (2009–2010)
- Love/Hate (2010–2013)
- Polowanie na czarownice (2011)
- Zabić Bono (2011)
- Dary anioła: Miasto kości (2013)
- The Road Within (2014)
- Zabójcze maszyny (2018)
- The Umbrella Academy (2019)